# Stiepan Szczipaczow
Stiepan Pietrowicz Szczipaczow (ros. Степа́н Петро́вич Щипачёв, ur. 26 grudnia 1898?/7 stycznia 1899 we wsi Szczypacze w ówczesnym powiecie kamyszłowskim w guberni permskiej, zm. 1 stycznia 1980 we wsi Pieriediełkino k. Moskwy) – radziecki poeta.

## Życiorys
Urodził się w biednej rodzinie chłopskiej. Wcześnie stracił rodziców, pracował m.in. jako robotnik rolny, jednocześnie zajmując się samokształceniem. W maju 1917 został powołany do rosyjskiej armii, służył w Głazowie, wiosną 1918 powrócił do domu. Brał udział w wojnie domowej w Rosji i w wojnie z Niemcami, uczył się w Wyższej Szkole Wojskowo-Pedagogicznej i w Instytucie Czerwonej Profesury, przez ok. 10 lat wykładał historię w szkołach wojskowych. Mieszkał w Moskwie, pracując w redakcjach stołecznych pism. W 1923 wydał swój pierwszy zbiór wierszy, Po kurganam wiekow, który ukazał się w Symferopolu. Pisał miniatury liryczne o tematyce moralno-społecznej, poematy patriotyczne i wiersze miłosne. W 1942 pracując dla frontowej prasy wydał zbiór wierszy Frontowyje stichi. Napisał też powieść autobiograficzną Bieriozowyj sok (1956). Został pochowany na Cmentarzu Kuncewskim. Polski wybór jego wierszy ukazał się w 1960 pt. Strofy miłosne, przekłady jego twórczości wydano również w Antologii nowoczesnej poezji rosyjskiej (1971) i Antologii poezji radzieckiej (1979).

## Odznaczenia i nagrody
- Order Lenina (1967)
- Order Czerwonego Sztandaru Pracy (1959)
- Order Przyjaźni Narodów (1979)
- Order Czerwonej Gwiazdy (1945)
- Nagroda Stalinowska I stopnia (1951)
- Nagroda Stalinowska II stopnia (1949)[3]